# Crypsityla quinquelineata
Crypsityla quinquelineata är en fjärilsart som beskrevs av Paul Dognin 1890. Crypsityla quinquelineata ingår i släktet Crypsityla och familjen mätare. Inga underarter finns listade i Catalogue of Life.